# 커넥티드 카 커머스
커넥티드 카 커머스(Connected car commerce)는 커넥티드 카(Connected Car)에 커머스(Commerce)를 결합한 개념으로, 결제수단과 연동되는 디지털 아이디를 자동차에 부여하여, 자동차 자체가 결제 플랫폼이 되는 결제 서비스를 말한다.
Connected car commerce라는 용어는 Connected car payments, In-vehicle payment 혹은 In-car payment라는 용어로도 사용되기도 한다.
자동차의 위치정보와 결제정보에 기반하여, 결제를 위한 부가적인 행위, 즉 신용 카드를 단말기에 긁거나 태깅(tagging)하는 행위, 결제용 QR code나 바코드 입력을 통한 결제 행위 또는 현금을 사용하는 결제 행위 없이, 자동차와 연계된 결제수단으로 자동 결제가 이루어지게 되는 개념이다.
자동차 사용자는 무선 디바이스, 예를 들어 탑승 중인 자동차의 인포테인먼트 시스템 또는 스마트폰을 통해 주유, 드라이브 스루, 픽업 서비스, 주차 등과 같은 다양한 O2O 서비스들과 관련하여 자동 결제를 경험할 수 있다.

## 활용 영역
커넥티드 카 커머스가 사용자에게 제공할 수 있는 가장 큰 가치는 탑승 중인 자동차에서 하차하지 않고도 자동으로 결제가 이루어지도록 한다는 것이다.
구체적으로, 주유 서비스의 경우, 주유소 시스템은 자동차와 연결된 통신으로, 사용자의 자동차와 주유 내역을 자동으로 인식하게 되며, 이를 통해 사용자는 기존의 결제를 위해, 주유소 직원에게 주유 내역을 전달하거나, 결제를 위한 카드를 건네거나, 결제를 위해 주유소 내 편의점에 들어갈 필요없이, 주유한 양만큼 자동으로 결제가 이루어지는 경험을 제공받게 된다.
주유소 직원들이 직접 주유 서비스를 제공하는 아시아 지역 국가들의 주유소에는 주유 서비스 업무 또는 인력 감소를 통한 운영 효율화의 혜택이 제공될 수 있으며, 사용자가 직접 주유하는 서비스 행태가 기본인 미주, 유럽 지역의 경우에는 사용자들은 주유 결제 행위의 간소화 및 편리성을 경험할 수 있게 된다.
또한 사용자는 기존의 다양한 주유 멤버쉽 프로그램과 혜택 등과도 연계된 커넥티드 카 커머스 플랫폼을 통하여, 별도의 인증 행위 없이도, 자동으로 포인트  적립 및 할인 혜택 적용의 편리성을 경험할 수 있게 된다.
픽업 서비스의 경우, 자동차의 위치정보와 주문/결제 정보를 서비스 가맹점과 공유하여, 자동차의 가맹점 도착과 동시에, 주문된 물품은 자동차 내부의 사용자에게 전달될 수 있다. 결국, 사용자는 테이크 아웃 서비스를 이용하기 위해, 자동차에서 내리거나, 결제를 위한 부가적인 행위없이 가맹점의 서비스를 편리하게 제공받을 수 있게 된다.
또한, 주차 서비스의 경우, 주차장 이용에 대한 편리함과 효율성도 증가된다. 인근 주차장의 주차 가능 대수를 자동으로 알려주거나, 주차한 시간만큼 자동으로 주차요금이 결제될 수 있다. 기존의 무인정산 키오스크에 들려서 결제를 진행하거나, 주차장 출구에 설치된 유인정산소에 대한 별도의 결제 행위없이, 게이트를 빠져나감과 동시에, 주차한 시간만큼 자동으로 결제되는 편리성을 제공하게 된다. 이와 함께 커넥티드 카 커머스 사용자가 자신의 주차공간을 다른 사람에게  빌려주거나 이를 통해 주차요금을 받을 수 있는 일종의 주차공간 공유경제 서비스도 가능해 질 수 있다.
고속도로 통행료 및 혼잡통행료 징수와 관련된 전자 요금 징수 서비스(Electronic toll collection system)의 경우, 기존의 방식과 달리 저렴한 비용으로 구현이 가능하고, 개별 차량에 대한 다양한 요금 정책의 적용이 실시간으로 가능할 수 있다.
이 외 자동차 정비, 세차, 발렛 주차, 대리 운전, 자동차 공유, 카풀링 서비스 등 다양한 서비스 영역에서도 결제 플랫폼이 된 자동차를 통한 자동 결제가 가능할 수 있다.

## 시장 예상
- 시장조사업체인 BI 인텔리전스에 따르면 2021년 약 9400만대의 자동차가 커넥티드 카로 생산될 것으로 전망했으며. 이는 전체 생산량의 약 82%를 차지할것 이라고 예상[1]

- 2020년까지 약 3억8천1백만대의 커넥티드 카가 판매되어 운행될 것으로 예상되며, 커넥티드 카 사업 관련 약 8.1조 달러의 시장이 형성될것으로 예상.[2]

- 커넥티드 카 서비스 시장 규모는 2022년까지 약 $49 billion이 될것으로 예상되며, 약 39%는 북미 시장에서 생성될 것으로 예상[3]

- 2022년까지 커넥티드 카 커머스 플랫폼상 약 $100 billion 이상의 소비가 발생될 것으로 예상됨[4]

## 시장 현황 (Market status & trends)
2015년 비자(Visa Inc.), 피자헛(Pizza Hut) 그리고 액센츄어(Accenture)사는 차량  내 인포테인먼트 스크린상의, In-car payment service의 컨셉을 전시하고, proof-of- concept을 진행하였다. 해당 커넥티드 카는 비자 체크아웃(Visa Checkout), 비자 온라인 결제 서비스, 휴대폰 연결, 블루투스 저에너지(Bluetooth Low Energy, BLE) 및 고객이 도착해 주문을 받아갈 준비가 되었을 때 직원에게 알려주기 위해 피자 헛 레스토랑에 설치된 비콘(Beacon) 기술을 적용하여 진행되었다. 그리고 비자는 2015년 스페인 바르셀로나 모바일 월드 콩그레스 (MWC 2015)에서 커넥티트 카 전자상거래를 시연하였다.
- 혼다 자동차 (Honda)의 경우, 비자카드(Visa Inc.)와 함께 자동차용 결제 서비스를 공동으로 개발하였다. 이 서비스는 비자 모바일단말 결제서비스인  ‘비자  토큰’  구조를  응용했다. 비자 토큰 서비스(Visa token service)는 신용카드 결제 계좌 정보를 디지털 계좌 번호인 ‘토큰(token)’으로 대체하는 서비스다.  결제  계좌  상세정보를  포함하지  않는 일종의 가상번호로 온라인 상점이나 모바일 기기에 안전하게 저장하고 전자상 거래 및 모바일 결제시 편리하게 사용할 수 있다. 해당 서비스 컨셉은 2017년 라 스베가스에서 열린 CES에서 전시하였다.[6]

- 재규어(Jaguar)와 쉘(Shell)은 2017년 2월 14일, 현금이나 카드를 이용하지 않고 차량 안에서 자동으로 결제할 수 있는 주유 결제 시스템을 세계 최초로 시작할 예정이라고 발표했다. 가장 먼저 영국에서 시작되는 이 서비스는 향후 다른 시장에서도 시작될  예정이다. 재규어와 쉘이 공동으로 개발한 이 결제 시스템은 쉘 앱을 설치한 재규어 XE 및 XF, F-PACE의 운전자가 쉘 주유소에서 주유시 자동으로 연료비가 결제된다. 결제는 ' 애플 페이'나 '페이팔' (향후 안드로이드 오토에도  적용될  예정)을  이용하게  되며,  주 유 후 터치 스크린에  표시되는 영수증은 등록된 이메일 주소로 전송된다. 현재 서비스 가능한 차종은 한정되어 있지만, 향후 재규어 및 랜드로버 전차종에 적용된다. 또한 새로운 결제 시스템을 통해 주차장 결제나 드라이브 스루 레스토랑에서의 비용 지불도 이용할 수 있도록 연구가 진행 중이다.[7]

- 대한민국의 스타트업 기업인 오윈(OWIN Inc.)은 2017년 9월부터 전세계 최초로 주유소를 비롯하여, 카페, 음식점, 플라워샵, 세차장 등에서 자동차로 결제하는 커넥티드 카 커머스 서비스를 상용화하고 베타서비스를 고객들에게 제공중이다. 오윈은 IoT 기반의 기기들을 직접 생산하고, 관련 솔루션을 개발하는 스타트업이다. 현재 PiCK이라는 서비스 플랫폼을 구축하고, GS 칼텍스 (주유소), 신한카드 (신용카드사), LG 유플러스 (통신사)를 비롯하여 다양한 Payment gateway 회사와 가맹점들과 협력하여, 커넥티드 카 커머스 얼라이언스(Connected Car Commerce Alliance) 보관됨 2017-11-02 - 웨이백 머신를 구축하고 서비스를 제공하고 있다. 오윈의 솔루션은 자동차에 시거잭 충전기 형태의 디바이스를 통해 발생되는 블루투스 신호를 서비스 가맹점에서  감지하고,  이를  모바일  결제로 연동하는 기술이다. 특히, 차종, 연식에 상관없이 모든 차량에 구비되는 시거잭 삽입구를 통하여 커넥티드 카를 구현하여, 기존의 자동차 사용자들에게도 커넥티드 카 커머스라는 새로운 경험을  제공하고 있다.